# کورا دیاموند
کورا دیاموند (انگلیسی: Cora Diamond؛ زاده ۱۹۳۷) فیلسوف آمریکایی است که در زمینه‌های فلسفه اخلاق، اخلاق جانوری، فلسفه سیاسی، فلسفه زبان، فلسفه و ادبیات، و اندیشه‌های لودویگ ویتگنشتاین، گوتلوب فرگه، و االیزابت انسکوم فعالیت می‌کند. دیاموند دارای کرسی فلسفه در دانشگاه ویرجینیا است.

## تحصیل
دایموند مدرک کارشناسی خود را از کالج سوارثمور در سال ۱۹۵۷ و مدرک لیسانس فلسفه خود را در سال ۱۹۶۱ از کالج سنت هیو، آکسفورد دریافت کرد. او در سال ۲۰۲۴ به عضویت فرهنگستان هنر و علوم آمریکا انتخاب شد.

## کار فلسفی
یکی از معروف‌ترین مقالات دیاموند، «چه‌قدر مزخرف ممکن است باشد»، طرز تفکر پوزیتیویست‌های منطقی دربارهٔ مزخرفات را بر مبنای آرای فرگی مورد انتقاد قرار می‌دهد. مقاله معروف دیگری با عنوان «گوشت‌خواری و مردم‌خواری» به بررسی ماهیت بلاغی و فلسفی نگرش معاصر نسبت به حقوق حیوانات می‌پردازد. نوشته‌های دیاموند در مورد «اوایل» (دوره‌ای که رساله منطقی-فلسفی نوشته شد) و «متأخر» (دوره‌ای که تحقیقات فلسفی نوشته شد) ویتگنشتاین او را به تأثیری برجسته در رویکرد جدید ویتگنشتاینی رساند.
دیاموند مجموعه‌ای از مقالات را با عنوان روح واقع‌بینانه: ویتگنشتاین، فلسفه و ذهن منتشر کرده است. او سردبیر سخنرانی‌های ویتگنشتاین در مبانی ریاضیات: کمبریج ۱۹۳۹ است، مجموعه‌ای از سخنرانی‌ها که از یادداشت‌های شاگردان ویتگنشتاین، نورمن ملکوم، راش ریز، یوریک اسمیتیس و آر.جی. بوسانکه گردآوری شده است.
ویتگنشتاین و زندگی اخلاقی: مقالات به افتخار کورا دایموند (ویرایش آلیس کری) شامل مقالاتی از کری، جان مکداول، مارتا نوسبوم، استنلی کاول، و جیمز اف. کونانت است.